# Karl E. H. Seigfried
Karl E. H. Seigfried es un bajista, guitarrista, compositor, director de banda, escritor y educador alemán-estadounidense de jazz, rock y música clásica que vive en Chicago.
Ha actuado y enseñado contrabajo "prácticamente en todos los estilos musicales, desde el clásico hasta el jazz de vanguardia".  Sus proyectos en Chicago y sus amplias colaboraciones se han centrado en gran medida en un esfuerzo por promover el multiculturalismo en la música.  Los críticos han comparado su enfoque de contrabajo con los de Malachi Favors, Henry Grimes, Charlie Haden,  Charles Mingus,  y Sirone. 
Además de su trabajo musical, escribe y enseña como mitólogo nórdico. Él también es un godi.

## Ejecutando
En su papel de bajista de jazz, Seigfried es uno de los músicos de jazz innovadores de Chicago que han llamado la atención del público desde principios de los años noventa; esta nueva generación (incluidos David Boykin, Jeff Parker y Jim Baker) "abraza una amplia variedad de estilos y técnicas".  Seigfried ha actuado con una amplia gama de intérpretes de jazz moderno, incluidos Robert Barry, Anthony Davis, Jimmy Ellis, Henry Grimes, Peter Kowald y Bobby McFerrin . Aunque no es miembro de la Asociación para el Avance de los Músicos Creativos, Seigfried ha actuado con miembros de todas las generaciones de la organización de Chicago, incluidos Fred Anderson, Gerald Donovan/Ajaramu, David Boykin, Ernest Dawkins, Fred Hopkins, Aaron Getsug, George Lewis, Nicole Mitchell, Roscoe Mitchell, Jeff Parker, Avreeayl Ra e Isaiah Spencer. También ha tocado el contrabajo con varias grandes bandas notables, incluida la Glenn Miller Orchestra, la Dick Jurgens Orchestra y el AACM Great Black Music Ensemble. En 2008, interpretó un dúo de bajo de jazz y dibujo en vivo con el dibujante de cómics británico Boo Cook para el tercer festival anual Chicago Calling Arts en Chicago.  Actualmente dirige el New Quartet y el Seigfried Trio.
En el mundo clásico, Seigfried es miembro de la Chicago Sinfonietta y actuó con ellos en colaboraciones con Poi Dog Pondering y el guitarrista de Muddy Waters, John Primer. Es el bajista principal del Chicago Sinfonietta Chamber Ensemble y ha aparecido en sus colaboraciones con el Adler Planetarium & Astronomy Museum, el Shedd Aquarium y el Joffrey Ballet. Como bajista principal de la Orquesta Sinfónica de Peoria, ha dirigido la sección de bajos detrás de los solistas Emanuel Ax, Joshua Bell, Evelyn Glennie, Hilary Hahn, Sharon Isbin, Yo-Yo Ma, Mark O'Connor e Itzhak Perlman.  También es el bajista principal de la Heartland Festival Orchestra y ha grabado y actuado como bajista principal del New Black Music Repertory Ensemble. Miembro de la Orquesta Sinfónica de Rockford, a menudo toca el bajo principal, de jazz y eléctrico del grupo. Tocó el bajo en los estrenos en Chicago de la Sinfónica de El Señor de los Anillos y de la Música de Final Fantasy.
En rock, Seigfried toca la guitarra principal del Soul Power Trio y el bajo y la guitarra de la banda de country alternativo Lost Cartographers.  Es miembro del supergrupo de rock espacial Spirits Burning, que incluye miembros de Hawkwind, Blue Öyster Cult, Citizen Fish, Gong, Jefferson Starship, Psychic TV, Soft Machine, The Tubes y Van der Graaf Generator; su versión psicodélica de " Ace of Spades " (con Seigfried en el contrabajo con la vocalista de Hawkwind, Bridget Wishart) se incluyó en el álbum tributo a Motörhead de 2008, Sheep in Wolves' Clothing.

## Grabación
Las grabaciones de Seigfried incluyen los álbumes del trío Boykin, Seigfried & Reed y Portrait of Jack Johnson; el álbum de bajo solista, Criminal Mastermind; y la obra para cuarteto mixto, Blue Rhizome ; todos los cuales cuentan con sus composiciones originales.  La primera grabación en trío (con el saxofonista David Boykin y el baterista Mike Reed) ha sido descrita como "la verdadera definición de la vanguardia de Chicago. Su música a veces flota tranquilamente como un río y otras veces se balancea con gran violencia".  La grabación en solitario demuestra que las "influencias musicales de Seigfried, tal como se escuchan en su forma de tocar, son muchas y variadas: el oyente detectará estilos como el jazz, el clásico, el blues rural basado en guitarras antiguas (como Robert Johnson), tal vez incluso la tradicional música japonesa."  De la grabación del cuarteto, "ein grosses Thema des Albums auch in musikalischer Hinsicht ist das Überschreiten von Grenzen und das Hinterfragen der eigenen Werturteile" ("un gran tema del álbum, también en el aspecto musical, es la trascender las fronteras y el cuestionamiento de nuestros propios juicios de valor").  Retrato de Jack Johnson presenta "The Boxing Bassist Suite", que incluye retratos musicales de tres campeones de boxeo del siglo XX que también fueron bajistas de jazz: Jack Johnson, Archie Moore y Ezzard Charles; La portada del álbum fue pintada por el dibujante de cómics británico Boo Cook y diseñada por la empresa gráfica de cómics estadounidense Comicraft. Fue nombrado uno de los 10 mejores álbumes de 2010 por el editor de la revista Jazziz, recibió cuatro estrellas de la revista Down Beat y fue nombrado "Nuevo lanzamiento recomendado por el editor" por el New York City Jazz Record.

## Escritura y enseñanza: música y mitología.
Tiene un doctorado en interpretación de contrabajo y su tratado sobre Wilbur Ware es el único trabajo académico sobre el bajista afroamericano de Chicago.  Entre sus profesores se encontraban Jimmy Cheatham, Richard Davis, Carol Kaye y Bertram Turetzky. Está trabajando actualmente con Bertram Turetzky en la autobiografía del contrabajista pionero. Es profesor de bajo y guitarra en Carthage College y de la facultad de música de la Escuela de Estudios Continuos y Profesionales de la Universidad Loyola de Chicago.  Anteriormente ocupó cargos docentes de música en Knox College, Rock Valley College y Western Illinois University. 
Tiene una licenciatura en Literatura (estadounidense, inglesa y alemana) de la Universidad de California en San Diego, estudió Arte y Literatura en el Centro John Felice Rome de la Universidad Loyola de Chicago y ha dedicado tiempo a investigar la mitología y la religión nórdicas en Islandia. Es profesor de religión nórdica en Carthage College, donde enseña en el departamento de religión.  Enseña mitología nórdica en la Escuela de Estudios Continuos y Profesionales de la Universidad Loyola de Chicago y en la Biblioteca Newberry. Mantiene "The Norse Mythology Blog", que fue finalista como "Mejor blog sobre religión" en los Weblog Awards 2011.  En 2010, Seigfried presentó un artículo titulado "Wagner & Wotan: The Ring Cycle & Norse Mythology" en la Wagner Society of America,  y su ensayo "Stephen Hawking: The Myths and the Critics" se presentó en la Fundación Joseph Campbell.  Es miembro de la Sociedad para el Avance de los Estudios Escandinavos, la Sociedad Vikinga para la Investigación del Norte y la Asociación de Redactores de Noticias Religiosas.
Es un gótico de Thor's Oak Kindred, una organización Ásatrú en Chicago, y miembro del Programa Troth Clergy. 
También escribe desde hace mucho tiempo sobre boxeo para East Side Boxing. 

## Discografía
Como líder:
- Boykin, Seigfried, & Reed (2004, Imaginary Chicago)
- Criminal Mastermind (2006, Imaginary Chicago)
- The New Quartet: Blue Rhizome (2008, Imaginary Chicago)
- Portrait of Jack Johnson (2010, Imaginary Chicago)

Como acompañante:
- E.C.F.A. (con Peter Kowald) (2000, Pull the String)
- Detritus (con Horses and Corpses) (2003, Betasound)
- A Madison Christmas (con Madison Symphony Orchestra) (2004, ION)
- Live at the Spareroom (con Microcosmic Sound Orchestra) (2005, SHM)
- Sheep in Wolves' Clothing (con Motörhead / Spirits Burning) (2008, MHB)
- Walk On (con The Lost Cartographers) (2009, Imaginary Chicago)
- Bloodlines (con Spirits Burning) (2009, Voiceprint)
- Recorded Music of the African Diaspora: Mary Watkins & Olly Wilson (con New Black Music Repertory Ensemble) (2010, Albany)
- This Burning Ship of Fools (con Matthew Santos) (2009, Love Sick Fool)
- Crazy Fluid (con Spirits Burning) (2010, Voiceprint)
- Behold the Action Man (con Spirits Burning) (2011, Gonzo)
- Recorded Music of the African Diaspora: Florence B. Price (con New Black Music Repertory Ensemble) (2011, Albany)